# Forum Flaminii
Forum Flaminii war ein antiker Ort in der italienischen Landschaft Umbrien. Er lag an der Via Flaminia, einer von Rom nach Norden führenden Römerstraße, nördlich von Fulginium (Foligno) beim heutigen Vescia.
Der Name zeigt an, dass der Ort bei der Anlage der Straße durch Gaius Flaminius 220 v. Chr. gegründet wurde und als Forum gewisse Verwaltungsaufgaben zu erfüllen hatte. Im 3. Jahrhundert n. Chr. (Itinerarium Antonini) wurde Forum Flaminii nur noch als vicus („Dorf“) bezeichnet. Auf ein spätantikes Bistum der Stadt geht das Titularbistum Forum Flaminii der römisch-katholischen Kirche zurück.